# 西平直喜
西平 直喜（にしひら なおき、1926年1月13日 - ）は、日本の教育心理学者、創価大学名誉教授。
東京生まれ。東京高等師範学校国語漢文専攻卒、東京文理科大学心理学科卒業。1950年財団法人野間教育研究所勤務、1953年山梨大学講師、助教授、教授、保健管理センター所長・付属中学校校長兼職、1980年「青年心理学の方法論的研究」で九州大学より教育学博士の学位を取得。1988年創価大学教育学部教授。特任教授、名誉教授。日本青年心理学会名誉会員。財団法人野間教育研究所評議員。京大教授の西平直は子。

## 著書
- 『「青年-両親関係」の心理学的研究 identificationを中心として』野間教育研究所 1952
- 『青年心理学 弁証法的研究序説』国土社　1959
- 『青年分析 人間形成の青年心理学』大日本図書　現代心理学ブックス　1964
- 『友情・恋愛』青年の心理　大日本図書　1965
- 『青年心理学』共立出版　現代心理学叢書 1973
- 『幼い日々にきいた心の詩 伝記にみる人間形成物語1』有斐閣選書 1981
- 『子どもが世界に出会う日 伝記にみる人間形成物語2』有斐閣選書 1981
- 『友情・恋愛の探究』大日本図書　青年の世界 1981
- 『青年心理学方法論』有斐閣　1983
- 『とび魚よ君の心に 自分を見つめる』大日本図書　大日本ジュニア・ノンフィクション 1985
- 『成人になること 生育史心理学から』東京大学出版会　シリーズ人間の発達　1990
- 『生育史心理学序説 伝記研究から自分史制作へ』金子書房　1996
- 『偉い人とはどういう人か 「人生の選択」のために』北大路書房　2004
- 『うず潮 ある青春と敗戦前夜の軍隊』山梨ふるさと文庫　2005

## 共編著
- 『青年心理学』松村康平共編　朝倉書店・朝倉心理学講座　1962
- 『現代青年の悩み』津留宏共著 依田新編　大日本図書　心理学入門講座 新版 1968
- 『青年の生活心理』藤原喜悦共編著　福村出版　1976
- 『自己をみつめる 青年分析の展開』五味義夫共著　大日本図書　現代心理学ブックス　1979
- 『揺れる青春 その心の奥底にひそむもの』編　有斐閣選書　1979
- 『生徒指導 中学校編』編著　同文書院　1986
- 『青年心理学ハンドブック』久世敏雄共編　福村出版　1988
- 『中学校生徒指導の実際』編著　同文書院　1990
- 『自分さがしの青年心理学』吉川成司共編著　北大路書房　2000

## 論文
- 「青年期の劣等性感情」 『青年心理学』 第1巻 3号 1950
- 「質問紙法の問題構成と集計結果の解釈」 『児童心理』 第5巻 7号 1951
- 「青年心理学における対人関係の分析」 『教育心理学研究』 第1巻 1号 1953
- 「沖縄島青年の生活空間の分析」 『教育心理学研究』 第5巻 3号 1958
- 「青年心理学の歴史と立場」 松村康平と共著 『青年心理学』 朝倉書店 1962
- 「青年の心理学的特性の形成機構-方法論的視点から」 『心理学評論』 第8巻 1・2号 1964
- "A study of the social attitudes in the present-day Japanese youth", Psychologia, Vol. 7. No. 1, 1964
- 「青年の生活空間を図示する試み (1)(2)」 『山梨大学教育学部研究報告』 16 1966, 19 1969
- 「現代日本青年の社会意識-態度測定 FMS の研究」　『山梨大学教育学部研究報告』 18 19668
- 「青年研究法-青年心理学における研究方法論と研究技術の諸問題」「学生・勤労青年の生活意識および生活態度」 依田新編 『現代青年の人格形成』 金子書房 1968
- 「人生観・世界観の形成」 桂広介編 『青年心理学』 酒井書店 1970
- 「価値と『生きがい』の探究」 津留宏編 『青年心理学』 有斐閣 1970
- 「青年心理学における『実証』と『説得』」 『山梨大学教育学部研究報告』 22 1972
- 「青年心理学の現代的課題」 『現代青年心理学講座 1. 青年心理学研究の課題と方法』 金子書房 1973
- 「青年心理学における『了解』と『会得』」 『山梨大学教育学部研究報告』 23 1973
- 「父親はアイデンティティにいかに寄与するか-高村光太郎の父子関係」 『児童心理』 第30巻 1976
- 「青年期における発達の特徴と教育」 『岩波講座子どもの発達と教育 6. 青年期』 岩波書店 1979
- 「青年期をどうとらえるか」 『青年心理』 第70号 1988
- 「青年心理学研究の裾野-A. マズロース伝に学ぶ」 『青年心理学研究』 第3巻 1991
- 「青年心理学研究の課題意識」 『青年心理学研究』 第4巻 1992
- 「浅い自信と深い自信」 『児童心理』 第47巻 11号 1993
- 「青年心理学における問いの展開」 『青年心理学研究』 第11巻 1999
- 「ライフコース研究における時間的研究」 斉藤耕二ほか編 『ライフコースの心理学』 金子書房 2000
- 「成熟した人格」 『シリーズ人間と性格 1. 性格の理論』 ブレーン出版 2000
- 「気-その詩と真実」 『創価大学教育論集』 2001